# William Seymour (3e duc de Somerset)
Pour l’article homonyme, voir William Seymour.
William Seymour, 3e duc de Somerset (17 avril 1652 - 12 décembre 1671) est le fils d'Henry Seymour, Lord Beauchamp et Marie Capell.
Il meurt en 1671, célibataire et sans enfant et est remplacé par son oncle paternel John Seymour (4e duc de Somerset).